# Lista siturilor arheologice din județul Bihor - G
Lista siturilor arheologice din județul Bihor - G conține toate siturile arheologice din județul Bihor înscrise în Repertoriul Arheologic Național (RAN) și aflate în localități al căror nume începe cu litera G. RAN este administrat de Ministerul Culturii și Patrimoniului Național și cuprinde date științifice, cartografice, topografice, imagini și planuri, precum și orice alte informații privitoare la zonele cu potențial arheologic, studiate sau nu, încă existente sau dispărute.
Puteți căuta un sit din localitățile care încep cu litera G folosind formularul de mai jos sau puteți naviga prin toate siturile din județ la Lista siturilor arheologice din județul Bihor.
| Cod RAN                                  | Denumire | Localitate                                          | Adresă             | Datare                                 | Descoperit | Coordonate | Imagine           | Erori            |
| ---------------------------------------- | --- | --------------------------------------------------- | ------------------ | -------------------------------------- | ---------- | ---------- | ----------------- | ---------------- |
| 28157.01                                 | Unelte neolitice de la Ginta (Categorie: descoperire izolată) (Tip: obiect izolat)                                          | sat Ginta, comuna Căpâlna                           |                    |                                        |            |            | Încărcați imagine | Raportați eroare |
| 27365.01.01                              | Așezartea culturii Coțofeni de la Ghida- La Țigănuș / ansamblu anonim (Categorie: locuire civilă) (Tip: Așezare)            | sat Ghida, comuna Balc                              | La Țigănuș         | Coțofeni                               |            |            | Încărcați imagine | Raportați eroare |
| 31592.01.01 (Cod LMI: BH-I-s-B-00966)    | Așezarea neolitică de la Galoșpetreu - "Dealul Legii" / ansamblu anonim (Categorie: locuire civilă) (Tip: Așezare)          | sat Galoșpetreu, comuna Tarcea                      | Dealul Legii       |                                        |            |            | Încărcați imagine | Raportați eroare |
| 31592.02.01 (Cod LMI: BH-I-s-B-00967)    | Așezarea neolitică de la Galoșpetreu - "Groapa cu lut" / ansamblu anonim (Categorie: locuire civilă) (Tip: Așezare)         | sat Galoșpetreu, comuna Tarcea                      | Groapa cu lut      |                                        |            |            | Încărcați imagine | Raportați eroare |
| 31592.03.01 (Cod LMI: BH-I-m-B-00968.03) | Situl arheologic de la Galoșpetreu - "Pădurea lui Frater" / ansamblu anonim (Categorie: locuire civilă) (Tip: Așezare)      | sat Galoșpetreu, comuna Tarcea                      | Pădurea lui Frater |                                        |            |            | Încărcați imagine | Raportați eroare |
| 31592.03.02 (Cod LMI: BH-I-m-B-00968.02) | Situl arheologic de la Galoșpetreu - "Pădurea lui Frater" / ansamblu anonim (Categorie: locuire civilă) (Tip: Așezare)      | sat Galoșpetreu, comuna Tarcea                      | Pădurea lui Frater | Otomani                                |            |            | Încărcați imagine | Raportați eroare |
| 31592.03.03 (Cod LMI: BH-I-m-B-00968.01) | Situl arheologic de la Galoșpetreu - "Pădurea lui Frater" / ansamblu anonim (Categorie: locuire civilă) (Tip: Așezare)      | sat Galoșpetreu, comuna Tarcea                      | Pădurea lui Frater | sec. IV                                |            |            | Încărcați imagine | Raportați eroare |
| 31592.04.01 (Cod LMI: BH-I-s-B-00969)    | Necropola medievală de la Galoșpetreu - "Dâmbul Morii" / ansamblu anonim (Categorie: descoperire funerară) (Tip: Necropolă) | sat Galoșpetreu, comuna Tarcea                      | Dâmbul Morii       | sec. X-XIII                            |            |            | Încărcați imagine | Raportați eroare |
| 26902.01.01 (Cod LMI: BH-I-s-B-00970)    | Așezarea romană și postromană de la Ghenetea - "Nisipărie" / ansamblu anonim (Categorie: locuire civilă) (Tip: Așezare)     | localitate componentă Ghenetea, municipiul Marghita | Nisipărie          | sec. II - IV                           |            |            | Încărcați imagine | Raportați eroare |
| 29476.01.01 (Cod LMI: BH-I-m-B-00971.03) | Situl arheologic de la Girișu de Criș - "La Râturi" / ansamblu anonim (Categorie: locuire civilă) (Tip: Așezare)            | sat Girișu de Criș, comuna Girișu de Criș           | La Râturi          | Coțofeni                               |            |            | Încărcați imagine | Raportați eroare |
| 29476.01.02 (Cod LMI: BH-I-m-B-00971.02) | Situl arheologic de la Girișu de Criș - "La Râturi" / ansamblu anonim (Categorie: locuire civilă) (Tip: Așezare)            | sat Girișu de Criș, comuna Girișu de Criș           | La Râturi          |                                        |            |            | Încărcați imagine | Raportați eroare |
| 29476.01.03 (Cod LMI: BH-I-m-B-00971.03) | Situl arheologic de la Girișu de Criș - "La Râturi" / ansamblu anonim (Categorie: locuire civilă) (Tip: Așezare)            | sat Girișu de Criș, comuna Girișu de Criș           | La Râturi          | sec. XI-XII                            |            |            | Încărcați imagine | Raportați eroare |
| 29476.02.01 (Cod LMI: BH-I-s-B-00972)    | Așezarea Otomani de la Girișu de Criș - "Alceu" / ansamblu anonim (Categorie: locuire civilă) (Tip: Așezare fortificată)    | sat Girișu de Criș, comuna Girișu de Criș           | Alceu              | Otomani - I-III                        |            |            | Încărcați imagine | Raportați eroare |
| 29476.03.01 (Cod LMI: BH-I-m-B-00973.01) | Situl arheologic de la Girișu de Criș - "Între poduri" / ansamblu anonim (Categorie: locuire civilă) (Tip: Așezare)         | sat Girișu de Criș, comuna Girișu de Criș           | Între poduri       |                                        |            |            | Încărcați imagine | Raportați eroare |
| 29476.03.02 (Cod LMI: BH-I-m-B-00973.02) | Situl arheologic de la Girișu de Criș - "Între poduri" / ansamblu anonim (Categorie: locuire civilă) (Tip: Așezare)         | sat Girișu de Criș, comuna Girișu de Criș           | Între poduri       | sec. I a. Chr.-sec. I p. Chr.          |            |            | Încărcați imagine | Raportați eroare |
| 29476.03.03 (Cod LMI: BH-I-m-B-00973.03) | Situl arheologic de la Girișu de Criș - "Între poduri" / ansamblu anonim (Categorie: locuire civilă) (Tip: Așezare)         | sat Girișu de Criș, comuna Girișu de Criș           | Între poduri       | sec. III - IV                          |            |            | Încărcați imagine | Raportați eroare |
| 29476.04.01 (Cod LMI: BH-I-m-B-00974.02) | Situl arheologic de la Girișu de Criș - "Pietroasa" / ansamblu anonim (Categorie: locuire civilă) (Tip: Așezare)            | sat Girișu de Criș, comuna Girișu de Criș           | Pietroasa          | geto-dacică sec. I a. Chr. - I p. Chr. |            |            | Încărcați imagine | Raportați eroare |
| 29476.04.02 (Cod LMI: BH-I-m-B-00974.01) | Situl arheologic de la Girișu de Criș - "Pietroasa" / ansamblu anonim (Categorie: locuire civilă) (Tip: Așezare)            | sat Girișu de Criș, comuna Girișu de Criș           | Pietroasa          | sec. XI-XIII                           |            |            | Încărcați imagine | Raportați eroare |
| 29476.05.01 (Cod LMI: BH-I-s-B-00975)    | Așezarea din epoca migrațiilor de la Girișu de Criș - "Romon" / ansamblu anonim (Categorie: locuire civilă) (Tip: Așezare)  | sat Girișu de Criș, comuna Girișu de Criș           | Romon              | sec. VI - VIII                         |            |            | Încărcați imagine | Raportați eroare |
| 29476.06.01 (Cod LMI: BH-I-s-B-00976)    | Așezarea medievală timpurie de la Girișu de Criș - "Gherand" / ansamblu anonim (Categorie: locuire civilă) (Tip: Așezare)   | sat Girișu de Criș, comuna Girișu de Criș           | Gherand            | sec. IX - X                            |            |            | Încărcați imagine | Raportați eroare |